# Johann Heinrich Schönfeld

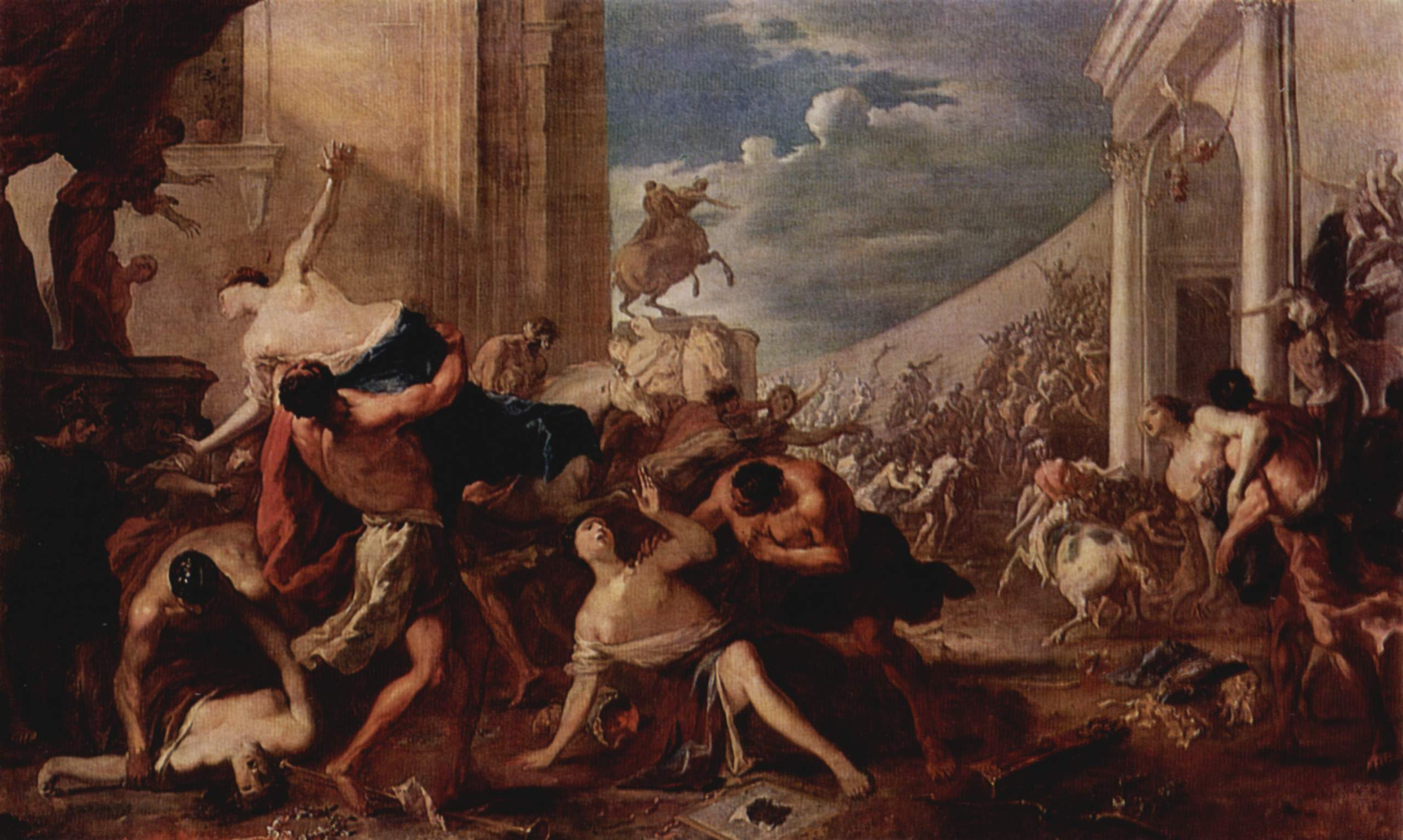
Schönfeld, Il ratto delle sabine, 1633 circa, San Pietroburgo, Museo dell'Ermitage

Johann Heinrich Schönfeld (Biberach an der Riß, 23 marzo 1609 – Augusta, 1684) è stato un pittore e incisore tedesco, molto attivo anche in Italia.

## Biografia
Era il figlio maggiore di Johann Baptist Schönfeld e di Susanna Schumacher. Il padre, affermato orefice, era sindaco di Biberach an der Riß e la sua famiglia apparteneva un tempo alla nobiltà. Queste notizie provengono da Joachim von Sandrart, che conosceva personalmente il Schönfeld.
Si formò in patria presso il pittore Johann Sichelbein di Memmingen: di questo periodo resta un disegno intitolato Diana, firmato e datato 1626. Verso la fine degli anni 20 del XVII secolo, fu a Stoccarda, presso la corte ducale, come anche Johann Wilhelm Baur, incisore e miniaturista, che poi ritroverà a Roma.
A partire dal 1633 soggiornò lungamente in Italia, non solo a causa della Guerra dei trent'anni, che in quegli anni insanguinava l'Europa centrale e ostacolava notevolmente il mercato dell'arte nei paesi germanici, ma anche per il fascino esercitato dall'Italia, come meta di pellegrinaggi intellettuali ed artistici da più di un secolo. Fu dapprima a Roma, dove venne influenzato dalle tendenze classicistiche di Nicolas Poussin e dal decorativismo barocco di Pietro da Cortona, poi (dal 1638) a Napoli, dove fece suo, reinterpretandolo, il luminismo di matrice caravaggesca di Bernardo Cavallino.
Durante il periodo romano, frequentò altri artisti tedeschi, tra cui sicuramente Joachim von Sandrart e Johann Wilhelm Baur. Dipinse una Visitazione (1647 circa), oggi perduta, per la Chiesa di Sant'Elisabetta de' Fornari, proprietà dei fornai tedeschi in Roma. Fu inoltre sotto la protezione di Paolo Giordano II Orsini. Presumibilmente fin dall'inizio del suo soggiorno romano, si unì con il soprannome di Trinangell alla Schildersbent, un'organizzazione di artisti nordici, in gran parte olandesi.
Tornato in Svevia nel 1652 (dopo il trattato di Vestfalia del 1648 il mercato artistico aveva ripreso vigore), si stabilì ad Augusta, dove riscosse un notevole successo sia presso i collezionisti privati che presso la committenza ecclesiastica: sua è la pala dell'Assunzione del duomo cittadino. Numerosi sono anche i suoi quadri a soggetto storico e mitologico (oggi conservati soprattutto a Dresda, Vienna e San Pietroburgo). Nello stesso anno, si sposò con Elisabetha Strauss, nipote di Joseph Fürttenbach dalla cui Cronica è stata desunta la durata del soggiorno italiano di Schönfeld (18 anni, di cui 12 a Napoli), anche se sembra più verosimile un periodo romano dal 1633 al 1636-1637, un periodo napoletano dal 1636-1637 al 1647-1648 e un ritorno a Roma nel 1647-1648 (periodo del rinnovamento della chiesa di Sant'Elisabetta per cui dipinse una Visitazione) fino al 1651, anno in cui ritornò a Biberach an der Riß passando per Venezia per poi trasferirsi definitivamente ad Augusta l'anno successivo. Altre prove del suo secondo soggiorno romano sono il disegno Donna seduta vista di spalle (Staatliche Graphische Sammlung di Monaco) firmato e datato Roma 1649 e il fatto che nel 1647 Napoli fu messa a ferro e fuoco durante la rivolta capeggiata da Masaniello.
Collaborò con Johann Spillenberger. Fra i suoi allievi, citiamo Johann Heiss, Georg Marcell Haack e Johann Gregor Melchior Schmittner.
Fu uno dei più eminenti pittori tedeschi dell'epoca barocca, che, con la luminosità del tocco e la delicatezza del colore, anticipò alcuni aspetti dell'arte Rococò tedesca.

## Opere
- Diana, disegno, firmato, 1626[1]
- Allegoria del tempo (Chronos ed Eros), olio su tela, 94 x 129 cm, 1630 circa, Roma, Galleria nazionale d'arte antica[3]
- Alessandro il Grande presso la tomba di Achille, olio su tela, 101 x 128 cm, 1630 circa, Roma, Galleria nazionale d'arte antica[3]
- Il ratto delle sabine, olio su tela, 99 x 134 cm, 1633 circa, San Pietroburgo, Museo dell'Ermitage
- Disegnatori tra antiche rovine, 100 x 174 cm, 1634 circa, Augusta, Palazzo Schaezler[1]
- La caduta di Fetonte, 81 x 67,5 cm, 1635-1637 circa, Roma, Palazzo Barberini[1]
- La battaglia di Giosuè contro gli Amoriti, 135 x 170 cm, 1637 circa, Praga, collezioni del castello[1]
- Daniele nella fossa dei leoni, olio su tela, 108 x 78 cm, inizio anni '40 del XVII secolo, Collezione privata
- Sciti alla tomba di Ovidio, olio su tela, 110 x 93,5 cm, Budapest, Museo di belle arti[3]
- Il trionfo di Davide, 115 x 207 cm, 1640-1642 circa, Karlsruhe, Staatliche Kunsthalle[1]
- Il trionfo di Venere, olio su tela, 70 x 123 cm, 1640-1645, Berlino, Staatliche Museen[3]
- Il massacro degli innocenti, 102 x 147 cm, 1644-1645 circa, Biberach an der Riß, Braith-Mali Museum[1]
- Adorazione della Santa Trinità, olio su tela, 183 x 125 cm, 1647-1649, Parigi, Museo del Louvre[3]
- Atalanta ed Ippomene, olio su tela, 123 x 200,5 cm, 1650-1660, Sibiu, Museo nazionale Brukenthal[3]
- Cristo sul monte degli ulivi, 26,1 x 21 cm, 1670-1675 circa, Vienna, Kunsthistorisches Museum[1]
- Camillo e il maestro di scuola di Falerii, 109 x 178 cm, 1653 circa, Vienna, Dorotheum (novembre 2002)[1]
- Danzatrici, olio su tela, 122,5 x 87 cm[4]
- Il martirio di un Santo, olio su tela, 97 x 136 cm[5]
- Gesù che porta la croce, olio su tela, 102 x 91 cm, firmato JH Schönfeld fecit[6]